# Rāmāyaṇa IV: ''Kiṣkindhākāṇḍa''

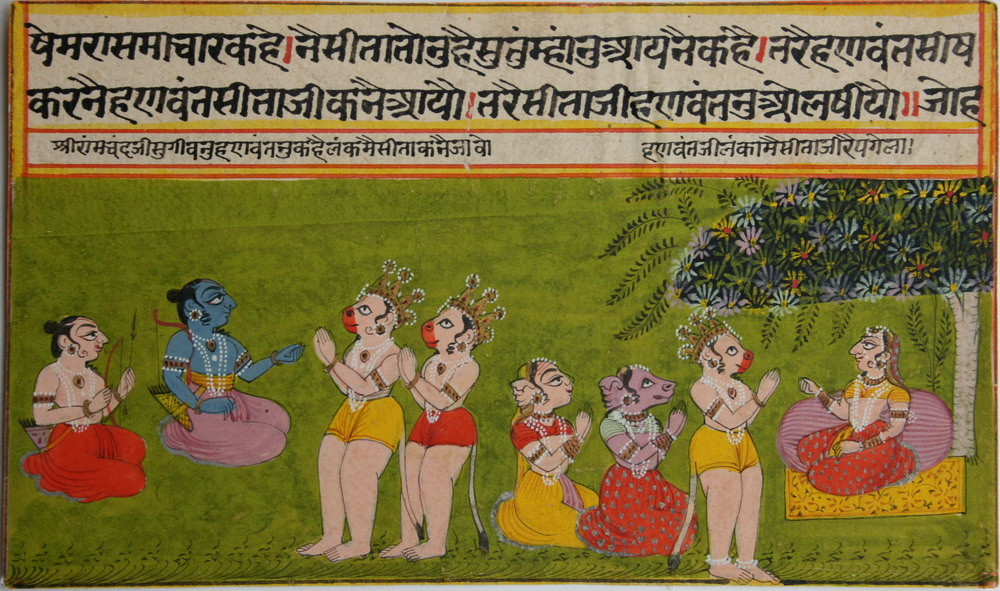
A sinistra, Rāma e Lakṣmaṇa chiedono aiuto a Sugrīva e ad Hanumat nella ricerca della principessa Sītā. A destra, Hanumat giunto nello Aśoka-vana di Laṅkā si presenta a Sītā, questa sotto l'albero di śiṁśapā. Le demonesse osservano deferenti (XVIII secolo).

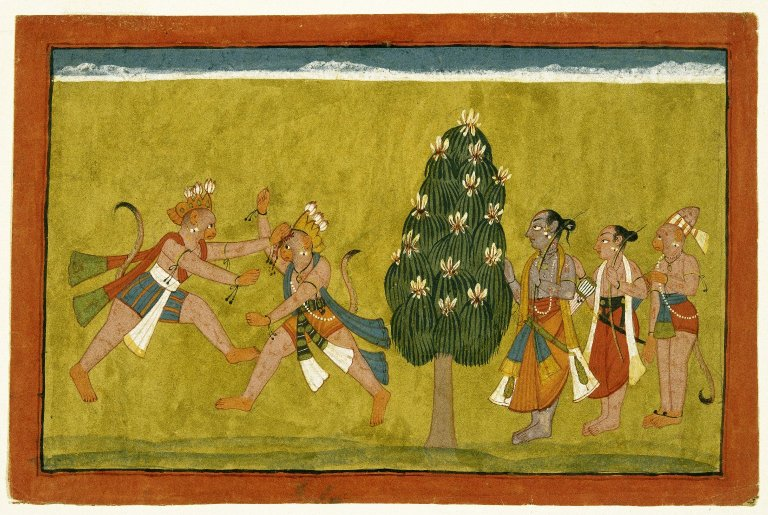
Il combattimento tra Sugrīva e Vālin. A destra, Rāma, Lakṣmaṇa e Hanumat osservano la scena (XVIII secolo).

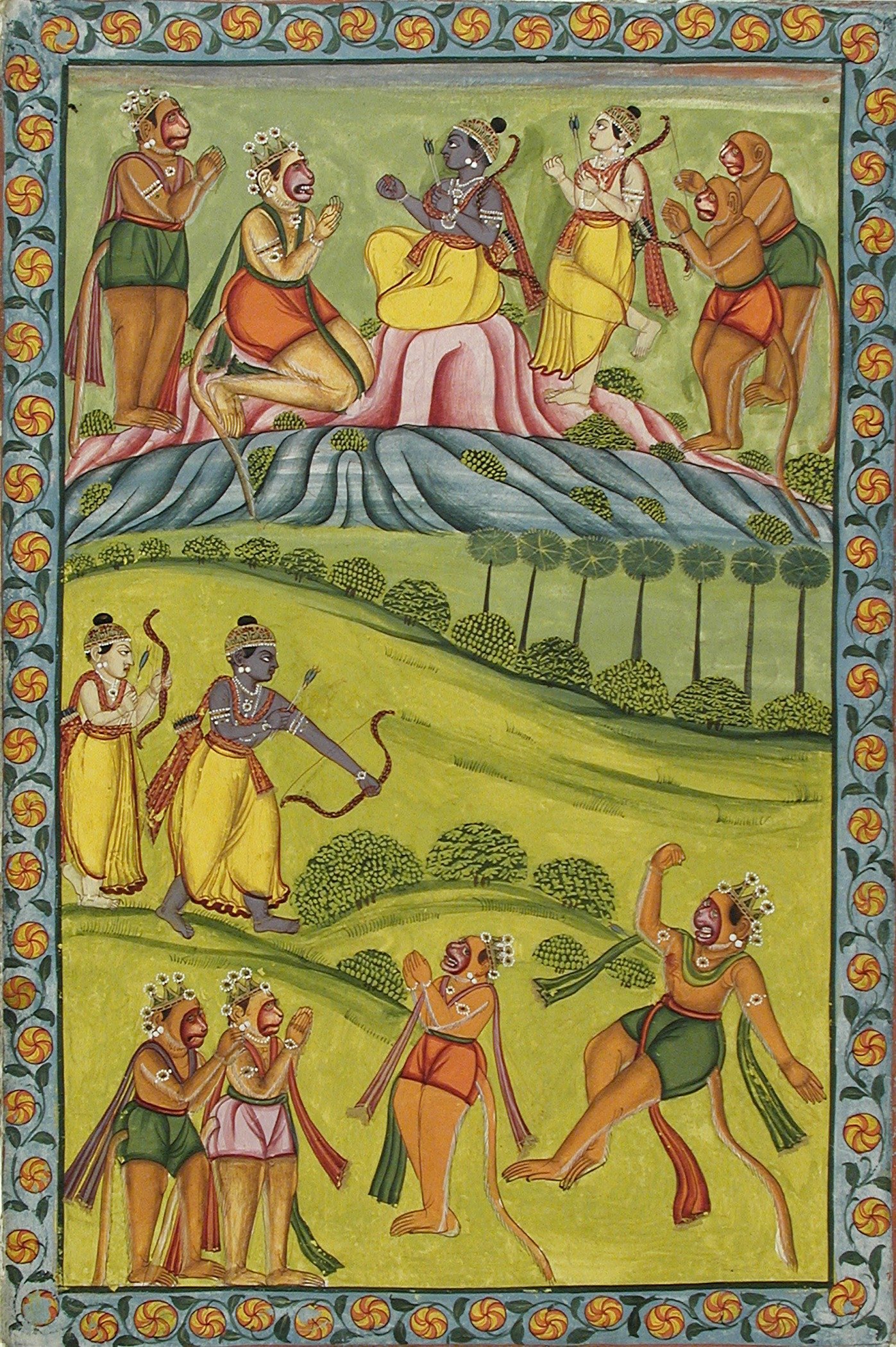
Rāma e Lakṣmaṇa incontrano Sugrīva e Hanumat; sotto, Rāma colpisce Vālin (XVIII secolo).

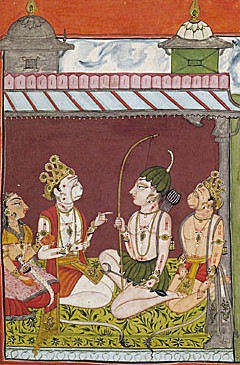
Lakṣmaṇa incontra Sugrīva, Tārā e Hanumat per chiedere ai vānara di avviare le ricerche di Sītā (XVIII secolo).

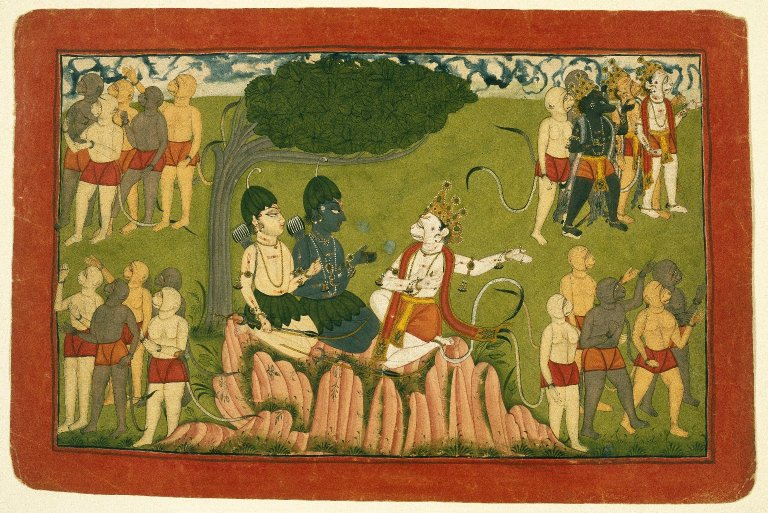
Rāma e Lakṣmaṇa incontrano Sugrīva (XVIII secolo).

Kiṣkindhākāṇḍa è il quarto libro del poema epico Rāmāyaṇa.

## Contenuti
Rāma e Lakṣmaṇa giungono sulle rive del fiume Pampā. Sugrīva osserva da lontano i tre nuovi giunti mentre il suo fido ministro Hanumat, figlio del dio Vento, Vāyu, travestitosi da brahmano, li avvicina e dopo aver constatato la natura benevola e divina degli esiliati si presenta loro. Venuto a conoscenza da Lakṣmaṇa delle ragioni per cui i tre esiliati sono giunti in quel luogo, Hanumat riprende la sua autentica forma di scimmia e li conduce dal re esiliato Sugrīva.
Rāma e Sugrīva stringono solennemente un'alleanza e il re esiliato delle scimmie mostra al principe divino lo scialle con i gioielli che Sītā aveva lasciato cadere durante il percorso. Sugrīva racconta a Rāma anche le ragioni del suo esilio nella foresta. Lui e suo fratello Vālin si erano recati nei pressi di una grotta per stanare Māyāvin, il  rākṣasa figlio di Dundubhi. Per uccidere il demone, Vālin era entrato nella grotta mentre Sugrīva lo aspettava di fuori. L'attesa di Sugrīva durò un anno, dopodiché questi, vedendo del sangue scorrere fuori dall'ingresso della grotta, si convinse della morte del fratello e, chiuso con un masso l'antro, si decise a rientrare a Kiṣkindhā, la capitale del regno dei vānara, dove sarà incoronato re. Ma Vālin non era morto e, inferocito per l'abbandono da parte di Sugrīva, rientrato anch'egli a Kiṣkindhā non solo usurpò il trono del fratello ma si impossessò anche di sua moglie. 
Vālin è il vānara dalla forza terribile, figlio del dio Indra, il quale dopo aver sconfitto e ucciso l'asura Dundubhi, padre di Māyāvin, ne aveva lacerato le membra scagliandole lontano. Tali membra sanguinanti avevano contaminato l'eremo dell'asceta Mataṅga che risiedeva sulla collina di Ṛśyamūka, il quale lo aveva per questo maledetto decretandone la morte qualora avesse tentato di varcare il confine della collina. Questa la ragione che aveva indotto Sugrīva, cacciato da Vālin, a rifugiarsi lì.
Rāma dopo aver dimostrato a Sugrīva la sua terribile forza, lo invita a recarsi insieme a lui a Kiṣkindhā e a sfidare nuovamente Vālin, quindi, con l'aiuto del dio, a sconfiggerlo, riprendendosi il regno e la moglie.
I due partono per Kiṣkindhā accompagnati da Lakṣmaṇa e da Hanumat. La disfida non si risolve a favore di Sugrīva in quanto Rāma non riesce a distinguerlo, durante la lotta tra i due, dal fratello Vālin. Tornati sulla collina di Ṛśyamūka, il dio consiglia a Sugrīva di indossare una ghirlanda di fiori di modo da poterlo distinguere da Vālin. Tornati nuovamente a Kiṣkindhā, e sfidato ancora una volta il fratello Vālin, Sugrīva lo abbatte grazie all'intervento di Rāma. Morente Vālin rimprovera Rāma di slealtà, ma il dio gli risponde che ha meritato questa punizione per essersi impossessato della moglie del fratello. Prima di morire Vālin affida il futuro di suo figlio Aṅgada al fratello Sugrīva il quale, salito nuovamente sul trono, lo nomina suo erede.
Giunge la stagione delle piogge e con essa si ferma anche la ricerca della principessa Sītā. I tre esiliati da Ayodhyā trascorrono questo periodo in una grotta nei pressi di Kiṣkindhā. Terminata la stagione Sugrīva, su consiglio di Hanumat, convoca l'esercito dei vānara. La mancanza di Sītā provata da Rāma è lacerante. Lakṣmaṇa decide di andare a sollecitare Sugrīva a rispettare i suoi impegni, ma lo vede preso dai piaceri carnali di corte e quindi lo rimprovera aspramente. Sugrīva decide quindi di accelerare l'organizzazione della ricerca di Sītā e di inviare la propria moglie Tārā a confortare il dio. Poi è lo stesso re dei vānara a raggiungere Rāma per rassicurarlo. Sugrīva ordina quindi alle sue truppe di esplorare i quattro punti cardinali alla ricerca di Sītā. Le truppe inviate a settentrione, oriente e occidente rientrano senza risultato. 
Solo quelle inviata a meridione, guidata da Hanumat a cui Rāma ha consegnato un suo anello affinché lo mostrasse a Sītā come garanzia, tardano a rientrare. Hanumat è infatti penetrato in un antro dal difficile accesso collocato sui monti Vindhya che conduce a una città sotterranea dagli splendidi giardini ma disabitata. Lungo il misterioso percorso Hanumat e i suoi vānara  incontrano solo una donna anziana, una tapasī dedita all'ascetismo. 
La donna, di nome Svayaṃprabhā, spiega loro che quella città nascosta fu eretta dall'architetto Maya che la abitò fino alla morte per mano di Indra. Svayaṃprabhā spiega anche che non si può lasciare vivi questa città sotterranea ma che lei, vista la particolare motivazione del viaggio dei vānara, farà in modo di farli uscire con il suo ardore ascetico (tapas), chiusi gli occhi Hanumat con la sua compagnia si ritrova all'esterno della città.
La stagione fuori dalla città sotterranea è la primavera e i vānara, guidati da Hanumat, si rendono conto che è trascorso moltissimo tempo e che hanno ampiamente superato la data di rientro prevista. Aṅgada, che è nella compagnia di Hanumat prende la decisione di darsi la morte per mezzo del digiuno piuttosto che tornare dal re comunicandogli il fallimento della missione. Altri vānara decidono di seguirlo nella tragica scelta. La scena viene osservata da lontano da uno sciacallo, Sampāti, che attende da lontano la fine dei vānara per potersi cibare dei loro corpi. 
Sampāti è il fratello maggiore di Jaṭāyu, è vecchio, e ancora porta le conseguenze delle ali bruciate per aver protetto dai suoi raggi il fratello in un temerario volo verso il sole. Appena ascolta Aṅgada raccontare di Jaṭāyu, Sampāti si avvicina e familiarizza con i vānara, raccontando loro di aver visto in volo Sītā trascinata dal demone Rāvaṇa. Grazie alla sua discendenza da Garuḍa, Sampāti dispone anche di una vista eccezionale e, grazie a questa, può comunicare ai vānara di vedere direttamente a Laṅkā sia Sītā  che Rāvaṇa. Per il prezioso aiuto offerto alla compagnia di Hanumat, Sampāti riottiene miracolosamente l'integrità delle sue ali.
Giunti di fronte all'isola di Laṅkā, i vānara si rendono conto che questa dista cento yojana. La distanza è troppa per poter essere attraversata in un solo balzo, anche per quelle scimmie dalla natura divina.
L'autorevole vānara Jāmbavat ricorda tuttavia alla compagnia la vera natura, peraltro immortale, del loro capo Hanumat, figlio dell'apsaras Añjanā e di Vāyu, il dio del Vento: solo lui può raggiungere incolume Laṅkā. 
Hanumat accetta l'impresa e si dirige verso la vetta del monte Mahendra.
Qui termina il Kiṣkindhākāṇḍa.